# 대한민국 형사소송법 제155조
대한민국 형사소송법 제155조는 준용규정에 대한 형사소송법의 조문이다.

## 조문
제155조(준용규정) 제73조, 제75조, 제77조, 제81조 내지 제83조, 제85조제1항, 제2항의 규정은 증인의 구인에 준용한다.

第155條(準用規定) 第73條, 第75條, 第77條, 第81條 乃至 第83條, 第85條第1項, 第2項의 規定은 證人의 拘引에 準用한다.

## 참고 문헌
- 손동권 신이철, 새로운 형사소송법(초판, 2013), 세창, 2013. ISBN 9788984114081

## 같이 보기
- 증인